# San Nicolás de los Arroyos

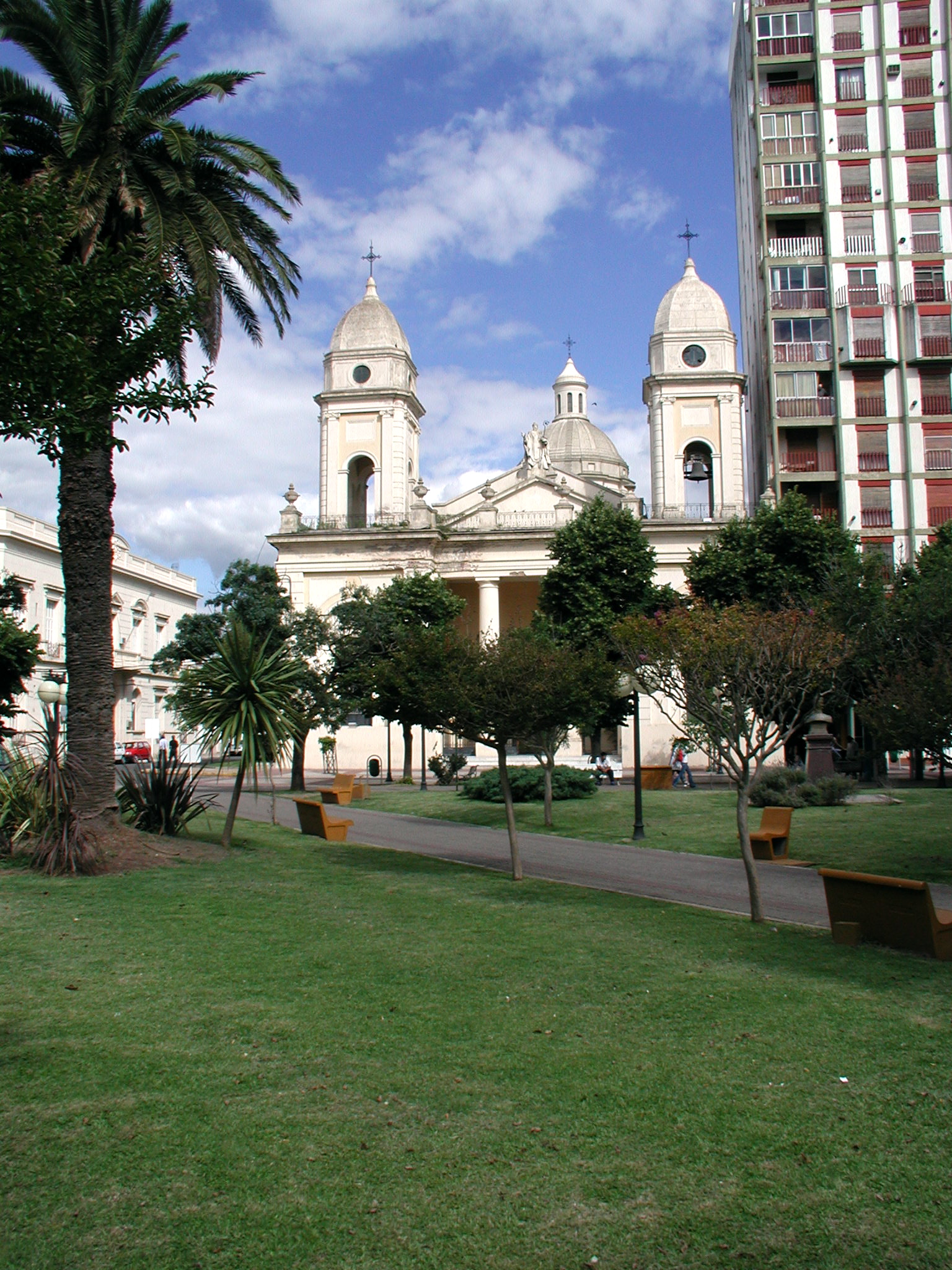
Plaça principal Bartolomé Mitre. Al fons, l'església Catedral.

San Nicolás de los Arroyos és una ciutat argentina situada a l'extrem nord-est de la província de Buenos Aires, sobre el riu Paraná i dins el corredor industrial Rosario - La Plata, aproximadament a uns 230 km de la capital del país, Buenos Aires.
La localitat té una població de 125.663 habitants, i fou fundada el 14 d'abril de 1748 per Rafael de Aguiar. Des del punt de vista històric, hi destaca la signatura el 31 de maig de 1852, a "la Casa del Acuerdo" —avui monument històric—, del "Acuerdo de San Nicolás", acord polític sobre l'organització de l'Argentina que portaria a la "Constitución Nacional" de l'any següent. De fet, La ciutat de San Nicolás ha tingut un paper històric rellevant degut a la seva localització estratègica, gairebé en el vèrtex d'unió entre tres províncies: província de Santa Fe, província d'Entre Ríos, i naturalment la mateixa província de Buenos Aires. L'Economia de San Nicolás està sustentada en bona part per la indústria de l'acer Arxivat 2010-01-12 a Wayback Machine., que dona feina directament o indirecta a una part significativa de la població.
Avui en dia, la ciutat genera un fort interès des del punt de vista del turisme religiós en relació amb el culte a la verge Maria. La ciutat té també una nodrida agenda cultural, on hi destaquen entre d'altres les activitats del "Teatro Municipal Rafael de Aguiar" Arxivat 2007-06-12 a Wayback Machine..